# Taterillus emini

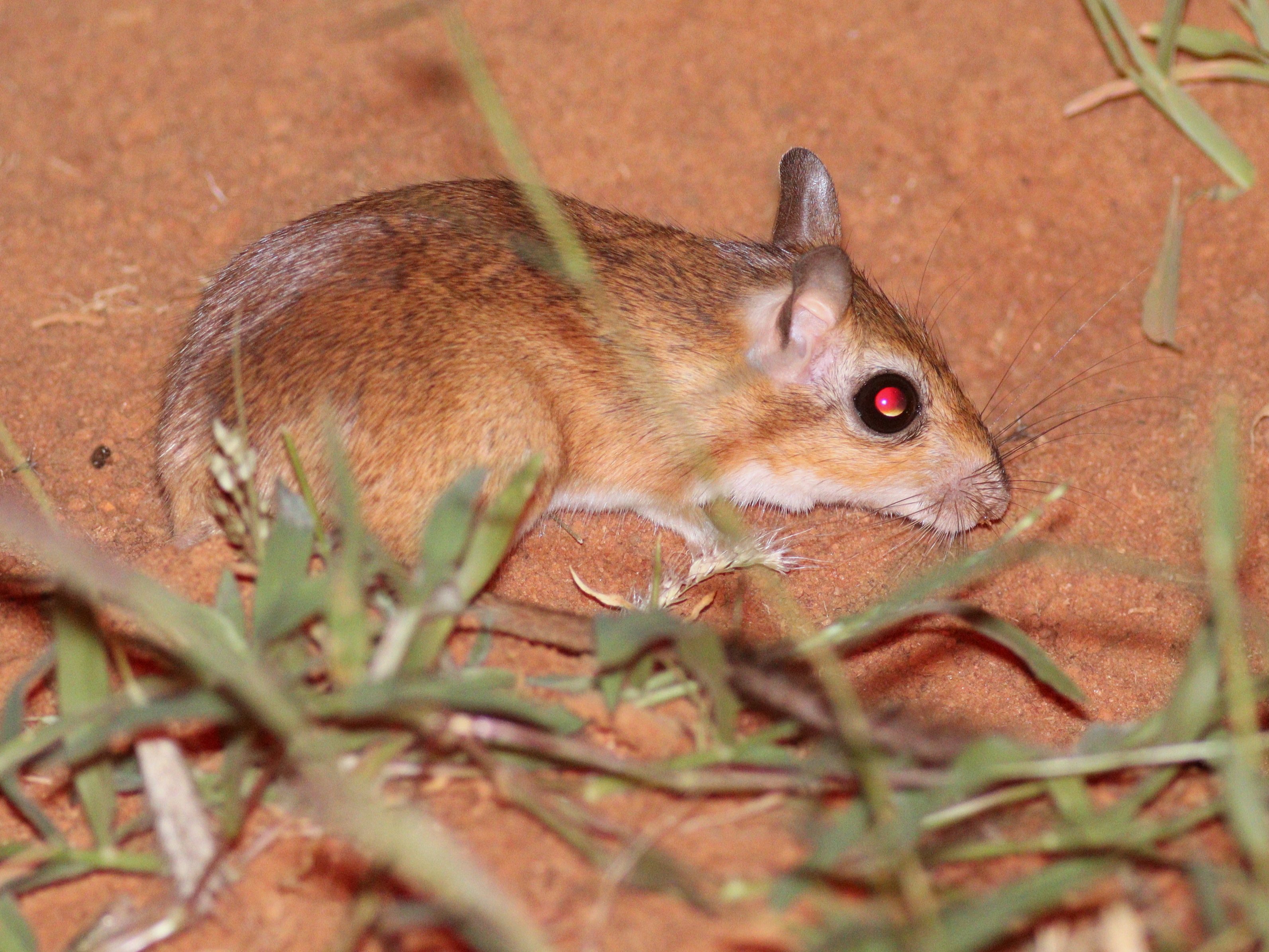
Fotografia di un esemplare di Taterillus emini

Il taterillo di Emin (Taterillus emini  Thomas, 1892) è un roditore della famiglia dei Muridi diffuso nell'Africa orientale.

## Descrizione
Roditore di piccole dimensioni, con la lunghezza della testa e del corpo tra 99 e 130 mm, la lunghezza della coda tra 145 e 160 mm, la lunghezza del piede tra 31 e 34 mm, la lunghezza delle orecchie tra 17 e 19 mm.

Le parti superiori sono fulvo-brunastre, cosparse di peli nerastri. I fianchi sono più chiari. Le parti ventrali e le zampe sono bianche. La coda è più lunga della testa e del corpo, è marrone sopra, arancione sui fianchi e sotto e termina con un ciuffo di lunghi peli neri. 

## Biologia

### Comportamento
È una specie terricola.

## Distribuzione e habitat
Questa specie è diffusa nell'Africa centro-orientale, dalla Repubblica Democratica del Congo nord-orientale al Kenya nord-occidentale.
Vive nelle savane secche, praterie e aree aride. Si trova anche in zone coltivate.

## Tassonomia
Sono state riconosciute 4 sottospecie:
- T.e.emini: Uganda, Repubblica Democratica del Congo nord-orientale, Kenya nord-occidentale, Etiopia sud-occidentale, Sudan del Sud centro-meridionale;
- T.e.anthonyi (Hatt, 1934): Sudan sud-orientale;
- T.e.butleri (Wroughton, 1910): Sudan del Sud occidentale;
- T.e.gyas (Thomas, 1918): Sudan orientale.

## Conservazione
La IUCN Red List, considerato il vasto areale e la popolazione numerosa, classifica T.emini come specie a rischio minimo (Least Concern).